# Sinesio de Cirene
Sinesio de Cirene (en griego: Συνέσιος; en latín, Synesius) (Cirene, c. 370-Ptolemaida, 413 o 414) fue un filósofo neoplatónico y clérigo griego, natural de la Pentápolis de Cirenaica, en la actual Libia. Rico aristócrata, fue discípulo de la filósofa alejandrina Hipatia y amigo del patriarca de Alejandría, Teófilo. En 409 o 410 fue elegido obispo de Ptolemaida, cargo que aceptó con renuencia.

## Biografía

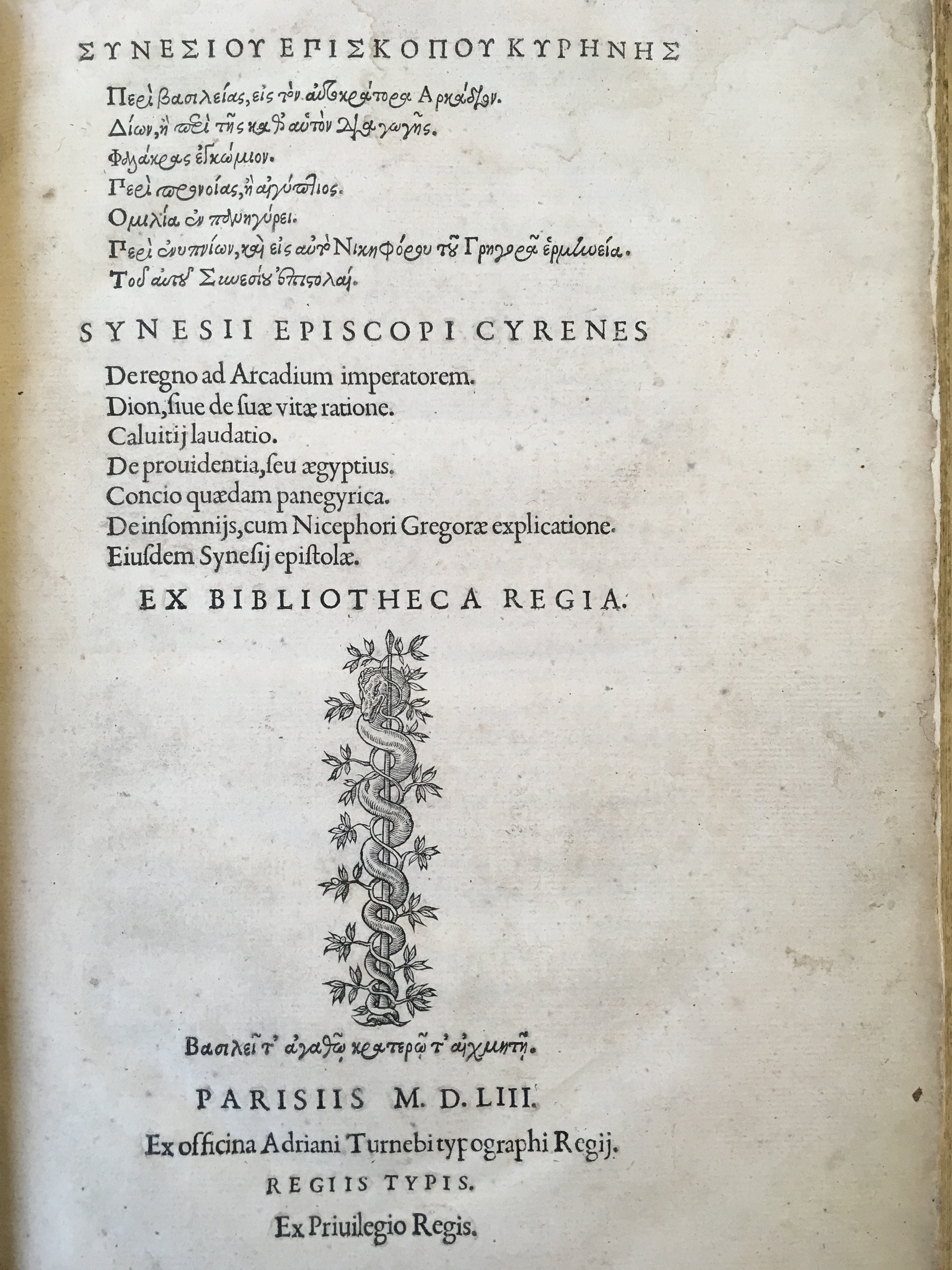
Primera página de la primera edición impresa de las obras de Sinesio (editada e impresa por Adrian Turnèbe en 1553), que incluye dos de sus cartas a Hipatia (Institute Archives of the Massachusetts Institute of Technology).

Sinesio pertenecía a una de las familias más importantes de Cirene, que se decía descendiente de uno de los compañeros de Heracles. Educado inicialmente en la elocuencia, bebió de la tradición clásica a través de Aristóteles, Homero y Platón, sintiéndose heredero de Dión Crisóstomo. También iniciado en las ciencias, al ser Cirene patria de Teodoro y Eratóstenes, fue un apasionado de la caza, las armas y los ejercicios ecuestres, entretenimientos propios de la aristocracia tardorromana.
Antes del 395 Sinesio residió durante tres o cuatro años en Alejandría. Allí conoció a Hipatia, filósofa neoplatónica e hija del matemático Teón, convirtiéndose en su alumno y discípulo. Se formó en astronomía, matemáticas y neoplatonismo, abarcando el amplio espectro que separa los extremos de la ciencia aplicada y la metafísica.
Concluidos sus estudios, Sinesio viajó a Atenas, pero tanto la propia ciudad como su activa escuela neoplatónica le decepcionaron profundamente. De regreso a Cirene, en el año 399 sus conciudadanos le encomendaron encabezar una embajada para solicitar al emperador que redujera los impuestos exigidos a la Pentápolis. Para cumplir su cometido, Sinesio se desplazó a Constantinopla, donde permaneció tres años. En el discurso Acerca de la realeza, pronunciado ante el emperador Arcadio, criticó el abuso de poder y la corrupción, así como el hecho de que la defensa de las fronteras se encomendara a germanos, a los que Sinesio consideraba bárbaros.
En el año 402 volvió con éxito: había logrado una rebaja significativa en los tributos. Se desplazó a Alejandría, donde se casó con una cristiana, perteneciente a la nobleza de la ciudad. El patriarca Teófilo de Alejandría casó personalmente a la pareja.
De vuelta a Cirene, se implicó personalmente en la defensa de las fronteras, construyendo un nuevo modelo de catapulta y reforzando las fortificaciones. A finales de 409, o en 410, en agradecimiento por los servicios prestados, el clero y el pueblo de Ptolemaida le eligieron como su obispo. Sinesio se resistió a aceptar el cargo, pero acabó asumiéndolo en 411, no sin antes exponer ante el patriarca Teófilo sus condiciones: no renunciaría a su matrimonio ni a sus convicciones filosóficas, que le impedían aceptar algunas creencias comunes. A juicio de Quasten, hasta el final de sus días Sinesio siguió siendo «más platónico que cristiano, como lo revelan sus escritos». Con todo, a partir de su nombramiento como obispo no vuelve a hacer referencia a su mujer en sus cartas, por lo que algunos investigadores sospechan que el patriarca le obligó a renunciar a su vida conyugal.
Ya obispo, Sinesio utilizó su autoridad para defender a sus compatriotas de los ataques de las tribus del desierto y de los abusos de Andrónico, un alto funcionario del gobierno que llevaba años oprimiendo a la población; Sinesio pronunció contra él la primera excomunión solemne de la que se tiene noticia.
A pesar de la prudencia y buen criterio que demostró como obispo, los últimos años de Sinesio fueron muy amargos. Su hermano se vio forzado a huir para evitar ser nombrado decurión, cargo que suponía la ruina económica del interesado, obligado a responder con sus bienes por la recaudación de impuestos.
En el año 413, tras perder a sus tres hijos, escribió a su maestra Hipatia que había sufrido «tantos infortunios como es capaz de sufrir un hombre», y le reprochó que ni ella ni sus amigos de Alejandría hubieran respondido a sus cartas. Ese mismo año, falleció, consumido por el recuerdo de sus hijos muertos.

## Pensamiento
Las obras de Sinesio, «obispo filósofo», dan fe de su esfuerzo por conciliar los dogmas cristianos y la filosofía neoplatónica. Se aprecian también en sus tratados ideas gnósticas y herméticas. Sinesio enfatiza el carácter trascendente de Dios y su unidad absoluta, que no resulta incompatible con la Trinidad, por ser ésta «interna a la unidad». Dentro de la unidad divina, el Padre engendra al Espíritu Santo y ambos al Hijo. Sólo a través del mito puede el hombre columbrar a Dios y comprender la naturaleza del alma, que se encuentra atrapada en la materia (opuesta a Dios) y anhela regresar a la patria celeste, de la que procede.

## Obras
- Acerca de la realeza (Εἰς τὸν αὐτοκρἀτορα Ἀρκάδιον περὶ βασιλείας), discurso dirigido al emperador Arcadio sobre el ideal platónico del rey-filósofo.
- Cartas (Ἐπιστολαί).
- Dión. Toma a Dión Crisóstomo como modelo. Constituye un rechazo a cualquier tipo de dogmatismo.
- Egipto o Sobre la providencia (Αἰγύπτιος ἢ περὶ προνοίας). Obra alegórica, a través del mito egipcio sobre la lucha de Osiris con su hermano y enemigo Seth (Tifón), relata el enfrentamiento entre dos hermanos, ambos prohombres del imperio: Aureliano (protector de Sinesio) y el godo Gainas, según otros se refiere a Cesario, hermano de Aureliano.
- Elogio de la calvicie (Φαλάκρας ἐγκώμιον), sátira burlesca. Es quizá su primera obra, escrita en respuesta al Elogio de cabellera de Dión Crisóstomo.
- Himnos (Ὕμνοι). En estas nueve piezas, Sinesio ensaya una fusión de principios neoplatónicos y cristianos.
- Sobre los sueños (Περὶ ἐνυπνίων), tratado en que defiende que los sueños son revelaciones que provienen de la divinidad.